# Núvol (llaminadura)
El núvol és una llaminadura tova i molt esponjosa que tradicionalment es fa amb clara d'ou batuda, almívar i extracte d'arrel de malva, que conté una mena de proteïna anomenada mucílag que s'usava popularment com a remei casolà contra la tos i que a la cuina té propietats similars a la gelatina i a l'agar-agar. Estan envoltats de sucre glas per tal que no s'enganxin entre ells.
Actualment a Europa els casolans, tot i que no és gaire freqüent fer-los, se solen fer amb gelatina, de vegades directament amb gelatines aromatitzades amb gustos i sabors. Els que es comercialitzen industrialment solen ser blancs, com el tradicional, o bé de colors pastel, com groc, verd i molt habitualment rosa.

## Història
L'ús de llaminadures i caramels de mucílag com a remei contra la tos es remunta a l'antic Egipte, però no va ser fins al segle xix, amb la revolució industrial, quan es van començar a fabricar industrialment i a vendre massivament. Va ser en aquesta època quan a França van tenir la idea d'afegir merenga de clara d'ou, i encara era habitual, copiant la tradició de la cuina nord-africana, perfumar-les amb aigua de roses, raó per la qual el rosa va esdevenir el colorant habitual. Una altra variant molt popular a França però no tant a la resta de països és el núvol recobert de xocolata, que modernament pot tenir forma d'os, com algunes gominoles, o d'un altre ninot o animal.
A mitjans del segle xx es van començar a fabricar industrialment als Estats Units, on es va posar de moda coure aquests caramels al foc, punxats en broquetes.